# Țara Sfântă

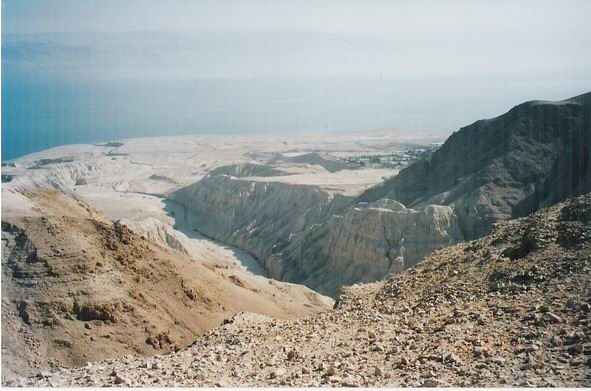
Valea Mării Moarte, scena unora dintre principalele întâmplări ale Bibliei

Țara Sfântă / Pământul Sfânt (în limbile ebraică: ארץ הקודש limba ebraică: Èretz Hakódesh,  latină: Terra Sancta; arabă: الأرض المقدسة, al-Ard ul-Muqaddasah; aramaica veche ארעא קדישא :Ar'a Qaddisha), este teritoriul în care au avut loc întâmplările biblice, așa cum sunt descrise de Tanakh sau Vechiul Testament, și din care unele sunt menționate (în general, fără detaliere geografică) și în Coran. Pentru unii autori biblici, teritoriul ar corespunde conceptului de "pământ al făgăduinței", pentru alții se referă la toate locurile și evenimentele legate de poporul lui Israel. Expresia Țara Sfântă se referă în zilele noastre în general la Pământul lui Israel, adică regiunile care au importanță religioasă pentru toate cele trei religii monoteiste abrahamice: mai ales pentru iudaism și creștinism, iar într-o măsură ceva mai mică și pentru islam. 
Puteri islamice - de etnie arabă și apoi turcă - au cucerit regiunea pentru aproape o mie și trei sute de ani, cu o întrerupere în timpul cruciadelor.
Cruciadele au fost inițiate în evul mediu de către conducătorii spirituali și politici catolici din Europa sub pretextul recuperării de sub stăpânirea necredincioșilor musulmani a locurilor sfinte ale creștinismului.
Mai nou, regiunea este teatrul conflictului arabo-israelian. Actualmente teritoriul "Țării Sfinte" biblice intră în componența a trei formații statale: una evreiască - Israel, și două arabe - Iordania și Autoritatea Palestiniană (aceasta din urmă în curs de cimentare și aflată încă parțial sub ocupație militară israeliană).

## Iudaismul
Principalul motiv pentru care evreii consideră această regiune ca sfântă este datorată statutului special stabilit pentru ea de Biblia ebraică, ținând seama de faptul că Ierusalimul este locul în care s-a aflat Templul evreiesc , dar și de faptul considerării regiunii ca „Pământul făgăduinței”, darul făcut de Dumnezeu poporului său. Pe aceste tărâmuri au trăit eroii și personajele ilustre ale mitologiei și istoriei antice a evreilor, precum  patriarhii, căpeteniile celor douăsprezece triburi ebraice și judecătorii Israelului, regii David (autorul, prin tradiție, al Psalmilor) și Solomon (căruia i se atribuie Cântarea Cântărilor și Ecleziastul), prorocii evrei, regii regatelor Iuda și Israel, dinastia Hasmoneilor, învățații farisei etc
Entități statale ale evreilor antici au existat cu intermitență în această regiune pentru aproximativ un mileniu. 
După cucerirea regiunii de alte popoare, elementul evreiesc a scăzut dramatic din cauza expulzărilor, a emigrărilor în masă și în parte, a abandonării religiei originare. În mod special, eșecul "războiului iudeilor" și apoi al revoltei conduse de Simon bar Kokhba împotriva Imperiului Roman a dus la expulzarea și emigrația evreilor pe scară mare. În aceste timpuri, romanii au dat regiunii numele de Palestina Siriană într-o încercare de eradicare a oricăror legături a evreilor cu aceste pământuri. Și numele Ierusalimului a fost la un moment dat schimbat de împăratul Adrian în Aelia Capitolina.
Două dintre cele mai importante texte evreiești, făcând parte din așa numita Tora orală, cu valoarea de cărți sfinte pentru Iudaism - Mișna (Mishnah) și Talmudul din Ierusalim - au fost compuse în ebraică și, respectiv, în aramaică, în comunitățile evreiești rămase în această regiune, în timpul stăpânirii romane și bizantine
Cele mai sfinte orașe evreiești sunt Ierusalim, Hebron, Tzfat și Tveria. Ierusalimul este pomenit în Biblia ebraică de peste 700 de ori.

## Creștinismul
Țara Sfântă are o mare importanță și pentru creștinism, în principal deoarece aici este locul nașterii, crucificării și reînvierii lui Isus Cristos, Mântuitorul sau Mesia al creștinismului. 
Orașele sfinte ale creștinilor sunt:
- Ierusalim – orașul în care Isus și-a propovăduit învățăturile, unde au avut loc Cina cea de Taină, Frângerea pâinii și unde a fost înmormântat Isus. După scriptura creștină Isus a fost crucificat pe un deal din preajmă, Golgota. Aici se află Biserica Sfântului Mormânt și Biserica Tuturor Neamurilor.
- Betleem – locul nașterii lui Isus.
- Nazaret – orașul în care Isus a trăit o bună parte a vieții și locul în care au fost făcute multe dintre minunile sale.

Este de notat că, deși araba este limba sacră a Islamului , numele în arabă de "Țara Sfântă" - Al Ard al Muqaddasa -pentru Palestina istorică , ca țară a Bibliei și a lui Iisus , este folosit în primul rând de către creștinii arabi și arabofoni, pentru care araba este limba vernaculară.

## Islamul
Având credințe religioase comune cu evreii și creștinii, musulmanii consideră teritoriul la vest (dar nu numai) de râul Iordan ca fiind sacru, așa cum este menționat în Coran, (5:20-21). 
Țară Sfântă, pământul binecuvântat de Dumnezeu, este, după cum afirmă teologul arab contemporan Abdullah Yusuf Ali, teritoriul care cuprinde Siria, Palestina și orașele Tyr și Sidon.
Tradițiile islamice timpurii descriu Țara Sfântă ca "Damascul, Palestina și o parte din Iordania", ca " "Levantul" sau "Siria" (ash-Sham), ca "regiunea dintre al-Arish și Eufrat", sau ca "pământul Ierihonului".
Musulmanii consideră depresiunea de lângă Muntele Sinai, Tuwa, ca fiind sacră, ea fiind menționată în Coran (20:12). Acest loc este numit în tradiția islamică "Valea Sfântă" (الوادي المقدس).
În limba arabă, orașul Ierusalim este cunoscut ca "al-Quds", "Sfântul", în sensul de sanctuar. 
"Pământul Sfânt" este un termen folosit uneori de musulmani (deși nu este menționat ca atare în Coran) pentru a denumi regiunea în care se găsesc orașele sfinte Mecca și Medina din Arabia, care au întâietate în islam ca locuri sacre de pelerinaj.